# Paper Airplane
Paper Airplane è un album in studio della cantante e musicista statunitense Alison Krauss e del gruppo Union Station, pubblicato nel 2011.

## Tracce
1. Paper Airplane – 3:36 (Robert Lee Castleman)
2. Dust Bowl Children – 3:06 (Peter Rowan)
3. Lie Awake – 3:55 (Viktor Krauss, Angel Snow)
4. Lay My Burden Down – 3:52 (Aoife O'Donovan)
5. My Love Follows You Where You Go – 4:03 (Barry Dean, Lori McKenna, Liz Rose)
6. Dimming of the Day – 5:20 (Richard Thompson)
7. On the Outside Looking In – 3:35 (Tim O'Brien)
8. Miles to Go – 2:54 (Barry Bales, Chris Stapleton)
9. Sinking Stone – 4:42 (Jeremy Lister)
10. Bonita and Bill Butler – 4:03 (Sidney Cox)
11. My Opening Farewell – 4:08 (Jackson Browne)

## Formazione
- Alison Krauss – voce, violino, cori
- Dan Tyminski – voce, cori, chitarra acustica, mandolino
- Ron Block – chitarra acustica, banjo
- Jerry Douglas – dobro, cori
- Barry Bales – cori, basso